# Dennison-Riff
Das Dennison-Riff (in Argentinien [sic!] Arrecife Denisson) ist ein Felsenriff vor der Loubet-Küste des Grahamlands auf der Antarktischen Halbinsel. Im Crystal Sound liegt es zwischen den Shull Rocks und den Pauling-Inseln am südlichen Ende der Biscoe-Inseln.
Luftaufnahmen der US-amerikanischen Ronne Antarctic Research Expedition (1947–1948) und von 1958 bis 1959 durchgeführte Vermessungen des Falkland Islands Dependencies Survey dienten seiner Kartierung. Das UK Antarctic Place-Names Committee benannte das Riff am 23. September 1960 nach dem britisch-US-amerikanischen Physiker David Mathias Dennison (1900–1976), dessen von ihm entwickelte Technik zur Röntgenbeugung dazu benutzt wurde, die Kristallstruktur von Eis zu ermitteln.